# Marjorie Jacksonová

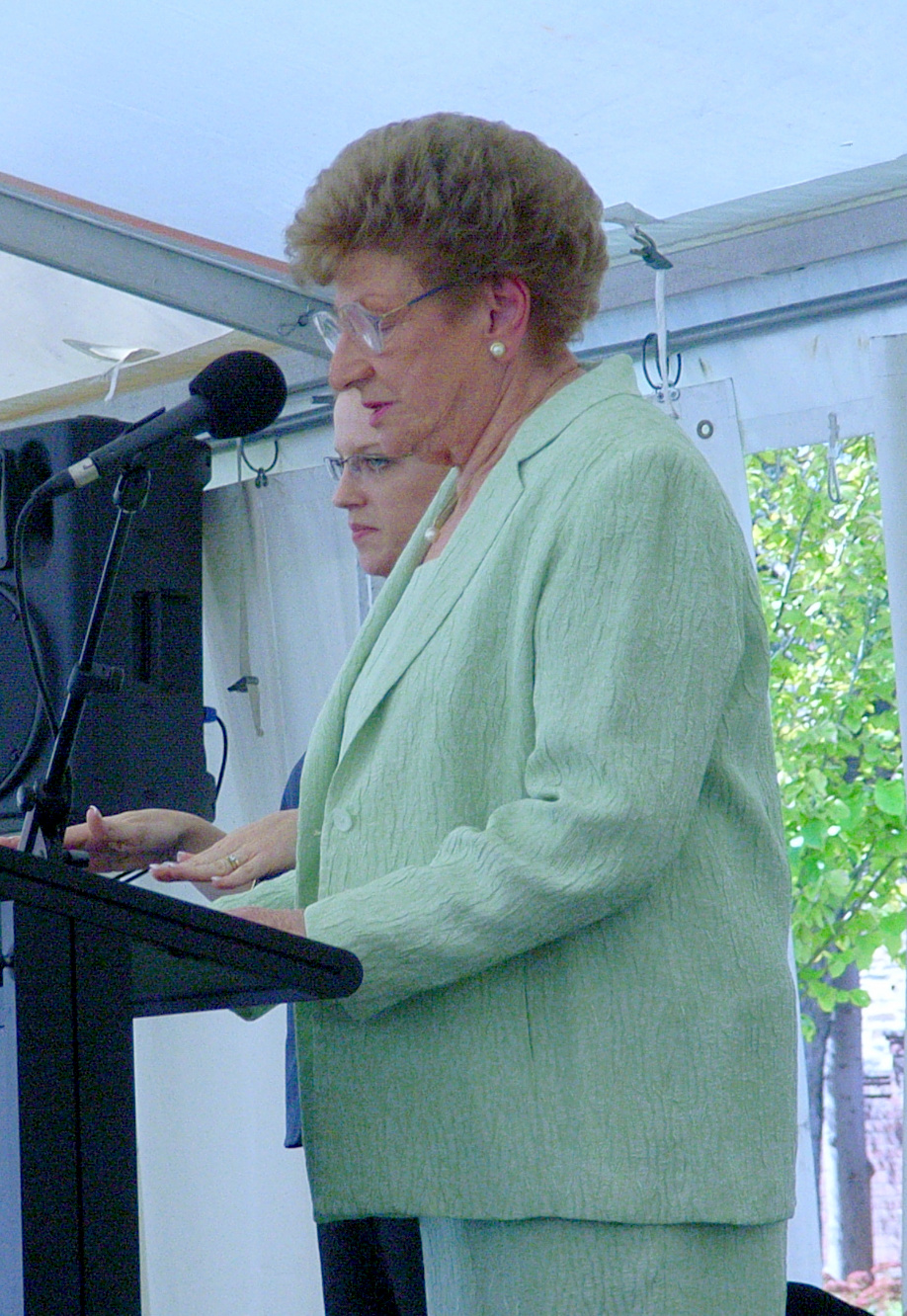
Marjorie Jacksonová

Marjorie Jacksonová-Nelsonová (* 13. září 1931 Coffs Harbour, Nový Jižní Wales) je bývalá australská atletka, sprinterka, dvojnásobná olympijská vítězka.
Na olympiádě v Helsinkách v roce 1952 se stala dvakrát olympijskou vítězkou – v bězích na 100 i 200 metrů. Vytvořila celkem deset světových rekordů, z toho dvakrát na 100 metrů (až na 11,4 v roce 1952), dvakrát na 200 metrů (až na 23,4 v roce 1952) a jednou ve štafetě na 4 x 100 metrů (46,1 v roce 1952).
V letech 2001 až 2007 byla guvernérkou Jižní Austrálie.